# 超感覚刑事ザ・センチネル
超感覚刑事ザ・センチネル(The Sentinel )は、カナダで制作されたテレビドラマ。日本では、2002年9月13日からスーパーチャンネル で放送された。
1996年3月20日から1999年まで4シーズン（うち1シーズンは他のシーズンより短い）分、UPNで放送された。

## 登場人物
ジェームズ・エリソン刑事
演 - リチャード・バージ/日本語吹替 - 小山力也
本作の主人公である刑事で、かつては軍人だった。軍人時代、ペルーにて先住民からセンチネルと呼ばれる特殊能力を得ており、他人と視覚を共有したり、暗闇でも目が利くなど、五感が研ぎ澄まされている。
歩く法医学ラボとも称された。
ブレア・サンドバーグ
演 - ギャレット・マッガー/松本保典
、エリソンに協力する人類学者で、彼の能力の解明も進めている。
サイモン・バンクス警部
演 - ブルース・A・ヤング/諸角憲一
キャロリン・プラマー警部補
演 - ケリー・カーティス/相沢恵子
Megan Connor
演 -アンナ・ガルヴィン
Joel Taggert
演 - ケン・アール
爆弾処理班リーダー
Det. Brown
演 - Henri Brown
Det. Rafe
演 - Ryf Van Rij

## サブタイトル
シーズン1
1. 目覚めた超感覚
2. 人質救出作戦
3. 幻の目撃証言
4. ストリートギャングの掟
5. 浄化の儀式
6. 暴走列車
7. ウイルス爆弾
8. 罪と純情
9. 欲望のサーカス
10. 聖なる沈黙

シーズン2
1. 迷いのジャングル
2. 消せない記憶
3. 深く眠る真実
4. 同窓会
5. 報復合戦
6. 狙われた娘
7. 嵐の孤島
8. 頼れる助っ人
9. 戸惑いの再会

## スタッフ
- 日本語版演出 - 甲斐樹美子
- 翻訳 - 徐賀世子、宮川桜子、古瀬由紀子
- 日本語版制作・配給 - ムービーテレビジョン